# Nicola Kuhn
Nicola Kuhn (ur. 20 marca 2000 w Innsbrucku) – niemiecki tenisista, zwycięzca juniorskiego French Open 2017 w grze podwójnej, finalista tej imprezy w grze pojedynczej chłopców.

## Kariera tenisowa
Jest synem Niemca i Rosjanki. W latach 2014–2016 reprezentował Niemcy w rozgrywkach juniorskich oraz profesjonalnych, a w latach 2016–2021 był reprezentantem Hiszpanii. W październiku 2021 roku ogłosił, że powrócił do reprezentowania Niemiec.
W 2017 roku, startując w parze ze Zsomborem Pirosem, zwyciężył w juniorskim French Open w grze podwójnej. W tej samej imprezie dotarł do finału gry pojedynczej chłopców, w którym przegrał z Alexeiem Popyrinem.
W karierze zwyciężył w dwóch singlowych i jednym deblowym turnieju cyklu ATP Challenger Tour. Ponadto wygrał jeden singlowy turniej rangi ITF.
W rankingu gry pojedynczej najwyżej był na 174. miejscu (7 października 2019), a w klasyfikacji gry podwójnej na 287. pozycji (28 stycznia 2019).

### Zwycięstwa w turniejach ATP Challenger Tour

#### Gra pojedyncza
| Końcowy wynik | Nr | Data            | Turniej   | Nawierzchnia | Przeciwnik     | Wynik finału         |
| ------------- | -- | --------------- | --------- | ------------ | -------------- | -------------------- |
| Zwycięzca     | 1. | 16 lipca 2017   | Brunszwik | Ceglana      | Viktor Galović | 2:6, 7:5, 4:2, krecz |
| Zwycięzca     | 2. | 4 sierpnia 2019 | Segowia   | Twarda       | Pawieł Kotow   | 6:2, 7:6(4)          |

#### Gra podwójna
| Końcowy wynik | Nr | Data           | Turniej   | Nawierzchnia  | Partner               | Przeciwnicy                      | Wynik finału   |
| ------------- | -- | -------------- | --------- | ------------- | --------------------- | -------------------------------- | -------------- |
| Zwycięzca     | 1. | 11 lutego 2018 | Budapeszt | Twarda (hala) | Félix Auger-Aliassime | Marin Draganja Tomislav Draganja | 2:6, 6:2, 11–9 |

### Finały juniorskich turniejów wielkoszlemowych

#### Gra pojedyncza (0–1)
| Końcowy wynik | Nr | Data            | Turniej            | Nawierzchnia | Przeciwnik     | Wynik finału |
| ------------- | -- | --------------- | ------------------ | ------------ | -------------- | ------------ |
| Finalista     | 1. | 10 czerwca 2017 | French Open, Paryż | Ceglana      | Alexei Popyrin | 6:7(5), 3:6  |

#### Gra podwójna (1–0)
| Końcowy wynik | Nr | Data            | Turniej            | Nawierzchnia | Partner       | Przeciwnicy               | Wynik finału |
| ------------- | -- | --------------- | ------------------ | ------------ | ------------- | ------------------------- | ------------ |
| Zwycięzca     | 1. | 10 czerwca 2017 | French Open, Paryż | Ceglana      | Zsombor Piros | Vasil Kirkov Danny Thomas | 6:4, 6:4     |